# وود اند، بدفوردشر
وود اند (به انگلیسی: Wood End) یک روستا در بریتانیا است که در بدفورد واقع شده‌است.